# Кубок шотландской лиги 2007/2008
Кубок шотландской лиги 2007/08 — 62-й розыгрыш Кубка шотландской лиги по футболу. Соревнование началось 7 августа 2007 года и закончилось 16 марта 2008 года. Победителем турнира стал глазговский клуб «Рейнджерс», переигравший в финальном поединке «Данди Юнайтед». Основное время матча закончилось со счётом 1:1, в дополнительное время команды обменялись голами, а в серии послематчевых пенальти удачливее оказались футболисты «джерс» — 3:2.

## Формат
Соревнование проводится среди 42 клубов шотландских Премьер-лиги и Футбольной лиги. В отличие от Кубка Шотландии в розыгрыше Кубка Лиги отсутствуют переигровки — если основное и дополнительное время поединка заканчивается с ничейным счётом, то победителя выявляют в серии послематчевых пенальти.
Пары соперников определяются путём «слепой» жеребьёвки без распределения по корзинам и сеяния клубов. Коллективы, победившие в первом раунде, на следующей стадии турнира играют между собой. С третьего этапа, пары вновь определяются «слепой» жеребьёвкой.
Полуфинальные встречи традиционно проводятся на стадионе «Хэмпден Парк», но в некоторых случаях могут быть сыграны на любом другом нейтральном поле по договорённости команд и Шотландской футбольной ассоциации.
Финальный матч также играется на «Хэмпден Парке».

## Календарь
| Раунд          | Дата первого матча | Матчи | Клубы   |
| -------------- | ------------------ | ----- | ------- |
| Первый раунд   | 7 августа 2007     | 14    | 42 → 28 |
| Второй раунд   | 28 августа 2007    | 12    | 28 → 16 |
| Третий раунд   | 25 сентября 2007   | 8     | 16 → 8  |
| Четвертьфиналы | 31 октября 2007    | 4     | 8 → 4   |
| Полуфиналы     | 30 января 2008     | 2     | 4 → 2   |
| Финал          | 16 марта 2008      | 1     | 2 → 1   |

## Первый раунд
| Бервик Рейнджерс                                   | 3:1 (д.в.) | Стенхаусмюир |
| -------------------------------------------------- | ---------- | ------------ |
| Джеммилл 15′ (пен.) · Болочевецкий 105′ · Вуд 111′ | Протокол   | Лайл 90′     |

| Брихин Сити | 0:1      | Стерлинг Альбион |
| ----------- | -------- | ---------------- |
|             | Протокол | Маккенна 31′     |

| Клайд | 0:3      | Рэйт Роверс                      |
| ----- | -------- | -------------------------------- |
|       | Протокол | Тод 21′ · Каркери 70′ · Уэйр 80′ |

| Кауденбит              | 2:0      | Дамбартон |
| ---------------------- | -------- | --------- |
| Кларк 69′ · Долзил 77′ | Протокол |           |

| Данди                   | 2:0      | Гринок Мортон |
| ----------------------- | -------- | ------------- |
| Цемлик 47′ · Суонки 52′ | Протокол |               |

| Форфар Атлетик | 0:1      | Питерхэд   |
| -------------- | -------- | ---------- |
|                | Протокол | Айстид 15′ |

| Гамильтон Академикал      | 2:1      | Ист Стерлингшир     |
| ------------------------- | -------- | ------------------- |
| Оффионг 30′ · Маклеод 76′ | Протокол | Макбрайд 57′ (пен.) |

| Ливингстон                                                           | 5:0      | Эйр Юнайтед |
| -------------------------------------------------------------------- | -------- | ----------- |
| Крейг 3′ · Снодграсс 36′ · Маккей 39′ 83′ (пен.) · Лоуинг 75′ (авт.) | Протокол |             |

| Куинз Парк                | 2:1      | Аллоа Атлетик |
| ------------------------- | -------- | ------------- |
| Каннинг 26′ · Троутен 40′ | Протокол | Макки 65′     |

| Росс Каунти                  | 3:1      | Элгин Сити     |
| ---------------------------- | -------- | -------------- |
| Доуи 23′ · Барроуман 72′ 90′ | Протокол | Чарльзуорт 44′ |

| Арброт                                 | 4:2      | Альбион Роверс           |
| -------------------------------------- | -------- | ------------------------ |
| Бразил 1′ 6′ · Скотт 20′ · Селларс 22′ | Протокол | Хантер 80′ · Чисхолм 88′ |

| Ист Файф       | 1:0      | Куин оф зе Саут |
| -------------- | -------- | --------------- |
| Макдональд 63′ | Протокол |                 |

| Партик Тисл              | 2:1      | Эйрдри Юнайтед |
| ------------------------ | -------- | -------------- |
| Харкинс 14′ · Мюррей 88′ | Протокол | Маккенна 61′   |

| Странраер | 1:2      | Монтроз                |
| --------- | -------- | ---------------------- |
| Киох 54′  | Протокол | Стейн 17′ · Гибсон 34′ |

Источник: BBC Sport Архивная копия от 23 сентября 2010 на Wayback Machine

## Второй раунд
| Бервик Рейнджерс               | 2:3      | Гамильтон Академикал       |
| ------------------------------ | -------- | -------------------------- |
| Диакк 31′ · Парратт 65′ (авт.) | Протокол | Уинтерс 15′ · Уэйк 55′ 75′ |

| Данди                           | 2:2 (6:5, по пен.) | Ливингстон             |
| ------------------------------- | ------------------ | ---------------------- |
| Робертсон 33′ · Лайл 86′ (пен.) | Протокол           | Митчелл 8′ · Крейг 49′ |

| Гретна                                | 3:1      | Кауденбит |
| ------------------------------------- | -------- | --------- |
| Барр 52′ · Янторно 85′ · Дженкинс 88′ | Протокол | О’Нил 13′ |

| Инвернесс Каледониан Тисл    | 3:1      | Арброт    |
| ---------------------------- | -------- | --------- |
| Никулае 34′ 74′ · Уинесс 64′ | Протокол | Скотт 71′ |

| Монтроз | 1:2      | Фалкирк                 |
| ------- | -------- | ----------------------- |
| Вуд 83′ | Протокол | Хигдон 17′ · Томсон 60′ |

| Питерхэд | 0:3      | Килмарнок                        |
| -------- | -------- | -------------------------------- |
|          | Протокол | Ниш 30′ · Райт 48′ · Нейсмит 55′ |

| Куинз Парк | 1:2      | Хиберниан                |
| ---------- | -------- | ------------------------ |
| Данлоп 62′ | Протокол | Морайш 56′ · Флетчер 58′ |

| Партик Тисл | 0:0 (5:4, по пен.) | Сент-Джонстон |
| ----------- | ------------------ | ------------- |
|             | Протокол           |               |

| Стерлинг Альбион | 0:2      | Харт оф Мидлотиан               |
| ---------------- | -------- | ------------------------------- |
|                  | Протокол | Эллис 39′ (авт.) · Кингстон 53′ |

| Сент-Миррен | 0:1      | Ист Файф     |
| ----------- | -------- | ------------ |
|             | Протокол | О’Рейлли 63′ |

| Данди Юнайтед                   | 2:1      | Росс Каунти   |
| ------------------------------- | -------- | ------------- |
| Хант 65′ (пен.) · Робертсон 88′ | Протокол | Барроуман 78′ |

| Мотеруэлл                               | 3:1      | Рэйт Роверс |
| --------------------------------------- | -------- | ----------- |
| Маклин 45′ · Маккормак 74′ · Портер 90′ | Протокол | Каркари 48′ |

Источник: BBC Sport Архивная копия от 23 сентября 2010 на Wayback Machine

## Третий раунд
| Фалкирк | 0:1      | Данди Юнайтед |
| ------- | -------- | ------------- |
|         | Протокол | Уилки 60′     |

| Гамильтон Академикал        | 2:0      | Килмарнок |
| --------------------------- | -------- | --------- |
| Маккарти 16′ · Макартур 37′ | Протокол |           |

| Харт оф Мидлотиан                              | 4:1 (д.в.) | Данфермлин Атлетик |
| ---------------------------------------------- | ---------- | ------------------ |
| Наде 34′ (пен.) · Берра 97′ · Эллиот 100′ 102′ | Протокол   | Симмонс 84′        |

| Инвернесс Каледониан Тисл          | 3:0      | Гретна |
| ---------------------------------- | -------- | ------ |
| Бейн 21′ · Уилсон 67′ · Уинесс 80′ | Протокол |        |

| Данди             | 1:2      | Селтик                                        |
| ----------------- | -------- | --------------------------------------------- |
| К. Макдональд 71′ | Протокол | С. Макдональд 27′ · Веннегор оф Хесселинк 60′ |

| Ист Файф | 0:4      | Рейнджерс                                    |
| -------- | -------- | -------------------------------------------- |
|          | Протокол | Ново 14′ · Бойд 35′ 66′ (пен.) · Куэльяр 54′ |

| Хиберниан                         | 2:4      | Мотеруэлл                                             |
| --------------------------------- | -------- | ----------------------------------------------------- |
| Дональдсон 11′ · Антуан-Курье 85′ | Протокол | Кларксон 17′ · Лесли 20′ · Маккормак 24′ · Портер 83′ |

| Партик Тисл | 0:2      | Абердин                 |
| ----------- | -------- | ----------------------- |
|             | Протокол | Янг 42′ · Коунсидин 64′ |

Источник: BBC Sport Архивная копия от 23 сентября 2010 на Wayback Machine

## Четвертьфиналы
| Абердин                                         | 4:1      | Инвернесс Каледониан Тисл |
| ----------------------------------------------- | -------- | ------------------------- |
| Николсон 10′ (пен.) 22′ 78′ (пен.) · Миллер 45′ | Протокол | Бейн 68′                  |

| Селтик | 0:2      | Харт оф Мидлотиан |
| ------ | -------- | ----------------- |
|        | Протокол | Величка 77′ 86′   |

| Данди Юнайтед    | 3:1      | Гамильтон Академикал |
| ---------------- | -------- | -------------------- |
| Хант 10′ 77′ 85′ | Протокол | Оффионг 79′ (пен.)   |

| Мотеруэлл | 1:2      | Рейнджерс           |
| --------- | -------- | ------------------- |
| Куинн 90′ | Протокол | Ново 22′ · Бойд 53′ |

Источник: BBC Sport Архивная копия от 23 сентября 2010 на Wayback Machine

## Полуфиналы
| Рейнджерс                    | 2:0      | Харт оф Мидлотиан |
| ---------------------------- | -------- | ----------------- |
| Фергюсон 50′ · Даршевиль 69′ | Протокол |                   |

| Абердин       | 1:4      | Данди Юнайтед                                    |
| ------------- | -------- | ------------------------------------------------ |
| Коунсидин 18′ | Протокол | Додс 22′ · Кальвенес 59′ · Конуэй 65′ · Гоми 77′ |

Источник: BBC Sport Архивная копия от 23 сентября 2010 на Wayback Machine

## Финал
| Данди Юнайтед          | 2:2 (2:3, по пен.) | Рейнджерс     |
| ---------------------- | ------------------ | ------------- |
| Хант 34′ · де Вриз 95′ | Протокол           | Бойд 86′ 113′ |

| Серия пенальти:                             |     |                                                 |
| Флад · Конуэй · де Вриз · Робертсон · Уилки | 2:3 | Даршевиль · Уиттакер · Дэвис · Маккаллох · Бойд |

## Освещение турнира СМИ
Розыгрыш Кубка шотландской лиги сезона 2007/08 в Великобритании показывался телерадиокомпанией «BBC Scotland», в Ирландии — телеканалом «Setanta Sports», в Австралии — «Setanta Sports Australia».